# Großer Koblentzer See
Der Große Koblentzer See ist ein See bei Koblentz im Landkreis Vorpommern-Greifswald in Mecklenburg-Vorpommern.
Das etwa 80 Hektar große Gewässer befindet sich im Gemeindegebiet des namensgebenden Ortes Koblentz, welcher unweit des Südostendes des Sees liegt. Der Graben, der den Abfluss des Sees im Norden bildet, fließt direkt in die Randow. Der See ist etwa zwei Kilometer lang und etwa 800 Meter breit. Er befindet sich in einer sumpfigen Umgebung im gleichnamigen Naturschutzgebiet. Im See befindet sich eine größere, sehr flache und teilweise bewaldete Insel. Das Ostufer des Sees ist bewaldet.
Das Gewässer wurde wie alle Seen der Umgebung durch Schmelzwasser nach Ende der letzten Eiszeit geformt. Aus einer angeschnittenen Kreidescholle am Nordufer tritt salzhaltiges Grundwasser aus 50 Meter Tiefe in den See ein. Bis zum 17. Jahrhundert wurde deshalb auch am Südufer des Sees eine Saline betrieben. Seit dem 19. Jahrhundert wurden die umliegenden Niedermoorflächen als Grünland genutzt, auf denen noch heute Weidewirtschaft betrieben wird.